# Keiji Tamada
Keiji Tamada (玉田 圭司 Tamada Keiji?) (Urayasu, Chiba, 11 de abril de 1980) es un exfutbolista japonés. Juega como delantero en el V-Varen Nagasaki de la J. League Division 2.

## Selección nacional
Ha sido internacional con la selección de fútbol de Japón, jugando 72 partidos y anotando 16 goles.

### Participaciones en Copas del Mundo
| Mundial                        | Sede      | Resultado        |
| ------------------------------ | --------- | ---------------- |
| Copa Mundial de Fútbol de 2006 | Alemania  | Primera fase     |
| Copa Mundial de Fútbol de 2010 | Sudáfrica | Octavos de final |

### Participaciones Internacionales
| Torneo                    | Sede     | Resultado    |
| ------------------------- | -------- | ------------ |
| Copa Asiática 2004        | China    | Campeón      |
| Copa Confederaciones 2005 | Alemania | Primera fase |

## Clubes
| Club             | País  | Año           |
| ---------------- | ----- | ------------- |
| Kashiwa Reysol   | Japón | 1999-2005     |
| Nagoya Grampus   | Japón | 2006-2014     |
| Cerezo Osaka     | Japón | 2015-2016     |
| Nagoya Grampus   | Japón | 2017-2018     |
| V-Varen Nagasaki | Japón | 2019-presente |

## Palmarés

### Campeonatos nacionales
| Título               | Club (*)       | País  | Año  |
| -------------------- | -------------- | ----- | ---- |
| Copa J. League       | Kashiwa Reysol | Japón | 1999 |
| J. League Division 1 | Nagoya Grampus | Japón | 2010 |
| Supercopa de Japón   | Nagoya Grampus | Japón | 2011 |

### Campeonatos internacionales
| Título       | Club (*)           | País  | Año  |
| ------------ | ------------------ | ----- | ---- |
| Copa de Asia | Selección nacional | Japón | 2004 |

### Distinciones individuales
| Distinción                                                | Año  |
| --------------------------------------------------------- | ---- |
| Máximo Goleador del Campeonato de Fútbol del Este de Asia | 2010 |